# Neonella colalao
Neonella colalao is een spinnensoort in de taxonomische indeling van de springspinnen (Salticidae).
Het dier behoort tot het geslacht Neonella. De wetenschappelijke naam van de soort werd voor het eerst geldig gepubliceerd in 1998 door María Elena Galiano.